# キュピコ! 〜ふしまつ天使のミスマネージメント〜
『キュピコ! 〜ふしまつ天使のミスマネージメント〜』（キュピコ! 〜ふしまつてんしのミスマネージメント〜）は、山下文吾による日本の漫画。小学館『週刊少年サンデーS』にて2012年12月号から2014年11月号まで連載された。単行本は全5巻。話数カウントは「○本目」。

## あらすじ
何をやっても女子から嫌われ、悲しい日々を送る男子高校生の伏松節夫は、女子から嫌われながらもクラスメイトの柚木夕海に片思いをしていた。
そんな時、伏松は天使の少女・キュピコと出会う。キュピコはかつて異性から嫌われる銅の矢を地上に捨て、その矢が伏松に刺さってしまったことが原因で、天界を追放された天使だった。

## 登場人物

### 主要人物
キュピコ
天使の少女。天使とは思えないほどの非常に怠惰な性格で、恋愛には無関心であり、殆んどニート同然の生活を送っているため、女神アカデミーで留年を繰り返している。整理整頓も苦手で、部屋はほぼゴミ屋敷状態。
過去に銅の矢を「捨てるのが面倒くさい」との理由で地上に捨て、その矢が偶然伏松に刺さってしまい、伏松が女子に嫌われる原因を作ったために、それを知った神様の逆鱗に触れ、天界を追放されてしまう。以来、伏松の家に居候の身となり、早く天界に帰るべく、伏松と夕海（または夕海以外の異性）をくっつけようと企む。そのため、当の伏松から疫病神扱いされつつあり、伏松の怒りを買い制裁を受けることも少なくない。
最終的に伏松と夕海の仲を心から祈ったことから、銅の矢が消滅したことで天界へ帰還するも、自身の不始末で再び銅の矢を伏松に刺してしまい、またしても天界を追放されてしまう。
自身の栗毛から、異性から好かれる金の矢と異性から嫌われる銅の矢を作り出せる。
伏松 節夫（ふしまつ ふしお）
本作の主人公。高校生で、クラスメイトの夕海に恋心を寄せているが、小学生の頃にキュピコが地上に捨てた銅の矢に刺さってしまったことが原因で、あらゆる誤解やラッキースケベから中学の頃は「一週間で100人の女の子に変態行為をした“伝説のキモ男”」と称され、女子達から「キモ松」とレッテルを張られ忌み嫌われている。
金の矢に刺さる（効果は30分）と普段の茶髪が金髪に変化し、女子からモテモテになる。しかし自分は矢の力に頼らずとも、夕海を振り向かせようと努力するが空回りが多く、時に夕海絡みの妄想で鼻血を吹き出してしまう。恋愛に関する哲学を語る等、博学な一面も見せる。熱帯魚クラブ所属。
最終的には銅の矢が消滅したことで夕海に告白しようとしたものの、その後キュピコの不始末で再び銅の矢に刺さってしまい、失敗に終わった。
家族に両親と弟がいるが、銅の矢の影響で母から冷たい扱いを受けているものの、後にキュピコが居候することになる。
柚木 夕海（ゆうき ゆうみ）
本作のヒロイン。伏松の想い人で、伏松絡みのラッキースケベや騒動に巻き込まれることが多いが、夕海自身も伏松のことが気になっているらしい。実は過去にある出来事がきっかけで伏松と出会っていることから、銅の矢の影響を受けていない。運動音痴だが、女子バスケ部に所属。家族に妹がいる。

### 桐幸学園（こうゆうがくえん）
叶絵 奏（かなえ かな）
伏松の同級生で、巨乳（現在も尚成長中）の眼鏡っ娘。小学生の頃、同級生から胸の大きいことをからかわれていたが、銅の矢に刺さる以前の伏松の言葉に救われて以来、伏松に恋心を寄せており、銅の矢の影響を受けていない。
キュピコのことを「天使さん」と呼び、彼女に言われるがままに伏松に対して大胆なアプローチを試みるが、空回りばかりする。後にグラビアアイドル・きゃなきゃなとして、デビューを果たす。
佐宮馬 桜（さくま さくら）
伏松の同級生。水泳部所属。
周りを寄せ付けないクールな性格の美少女。実は夕海のことが好きなクーデレ。その影響から銅の矢はおろか、金の矢の効果も通用しないため、（多少棘はあるが）少なくとも伏松と普通に接することのできる数少ない存在。
後に夕海とは友人の間柄になるが、伏松同様、時折夕海絡みの妄想をして鼻血を吹き出すことがある。
宝田 ほたる（ほった ほたる）
伏松の先輩である生徒会長。
常に笑みを絶やさず、女子から忌み嫌われる伏松に対しても笑顔を見せる温厚な美少女。実は天使アイテムの一つ「愛の首輪」が原因で父親さえも拒む極度の男性恐怖症だったが、キュピコの手腕（?）で克服し、休日には父と一緒に出かけるようになるなど、父娘関係も改善した。しかし、愛の首輪と銅の矢の効果が合わさり暴走した結果、伏松に対して調教を試みるドSに目覚めてしまった。
辰見 竜也（たつみ たつや）
夕海の1つ年下の幼馴染み。夕海とは「海ちゃん」、「たっくん」と呼び合う仲。幼少の頃、アメリカに引っ越してしまったが、桐幸学園に転校して夕海と再会する。
アクアリウムが好きで、入学手続きで学校を訪れた時に見た伏松の作品に感動して熱帯魚クラブに入部し、伏松の後輩になる。
トモちゃん
夕海の友人で、夕海と同じ女子バスケ部に所属している。
サバサバした性格で、他の女子達同様に伏松のことを嫌っているが、夕海が伏松のことが気になっていることを知り驚くものの、それを反対せずに夕海の恋を応援しようとしたり、伏松のことで悩む夕海の相談に乗るなど、友人思いな少女（しかし伏松のことは未だに信用しきれていない模様）。
鈴木（すずき）、山本（やまもと）
伏松の友人で、眼鏡をかけた男子とやや肥満体型の男子2人組。女子から嫌われる伏松を哀れみ、同情している。

### 天界
天使は一定の数の人間の恋を成就させると女神アカデミーを卒業し、女神（大人の女性）に進級する。女神に進級した天使は基本的に何をしても自由で、変身や飛行能力は使えなくなるが、能力は使用可能であり、他の天使や女神の能力の影響を受けずに済む。天使や女神にとって髪は命の源で、髪を黒く染めると能力を失い、人間になる。
神様
天界を治める神。スーツ姿の巨乳美女だが、怒ると怖い。
キュピコの怠惰な性格には非常に手を焼いており、後に銅の矢を地上に捨てたキュピコの不始末を知って遂にこれまで溜め込んでいた怒りを爆発させ、キュピコを天界から追放した。
キュピコを追放して以降、キュピコが勝手に天界に帰らぬよう雷を落として監視するようになる。
マルちゃん
天使の一人で、キュピコの親友。キュピコのことを「キューちゃん」と呼んでいる。しっかり者な性格で、神様からはいつでも女神になれると呼び掛けられているが、マルちゃん自身は「キューちゃんと一緒がいい」と断っている。
キュピコが銅の矢を捨てる時、その場にいたため、後にそのことをうっかり神様の前で漏らしてしまったことからキュピコが天界から追放される原因を作ってしまう。後にキュピコに謝るために地上に降り立ち、キュピコに謝罪すると同時に夕海に銅の矢が効いていないことを教える。
自身が作り出す恋の炎（パトス）をエロスピアに点火させ、それに当たり引火した者は、意中の相手に燃え上がるような恋をする（ただし、くすぶってる恋に急に引火させるとその相手は暴走してしまう）。
ティコ
天使の一人。キューピッド達の中では優等生。神様からの命令で伏松の恋を成就させるべく地上へ降り立つも失敗に終わったが、伏松に励まされて以来、伏松に恋心を寄せるようになる。
運命の赤い糸（リボン）で結びつけた相手を意中の相手と結びつける。
作者の次回作『群れなせ!シートン学園』では風紀委員会のポスターにティコのイラストが描かれている。
エリス
キュピコの姉で、女神の一人。伏松の通う高校の養護教諭を務める。
容姿端麗かつ咥え煙草が特徴の金髪美女だが、妹同様に自堕落な一面があり、下着姿で堂々と保健室のベッドで寝ていることがある。ただし、仕事をサボろうとするキュピコを咎めたりする辺り、少なくとも妹よりも仕事をこなすしっかりした性格の持ち主。
一目惚れの能力を持ち、エリスの銃弾に撃たれた者は一目見た相手に一目惚れする。射撃の腕は抜群で、一度も獲物を逃したことはなく、キュピコからは天界最強の能力と称されている（それ故、あらゆる拳銃をコレクションしている）。
レネ
女神の一人。過去に空腹だった所をキュピコに助けてもらって以来、キュピコを「キュピコ様」と呼び慕っている。
女神アカデミーを卒業してすぐにキュピコを追って地上へ降り立ち、伏松の進級と同時に彼の後輩として桐幸学園に入学してきた。大食いだが、何より優しく献身的な性格で、キュピコや伏松に色々尽くそうと努力を惜しまない。
愛のムチで、人間に潜む“獣の本能”をコントロールし、盛りのついた人間を叩けばその本能を抑え込んで金の矢の効果を無効化し、気の抜けた人間に叩けば、みるみる獣の本能が目覚める。
ミーラ
天界捜査局HBI（ヘブビーアイ）捜査官を務める巨乳美女。しかし天界があまりに平和過ぎるため、メンバーは自分一人だけ。キュピコを抹殺する（人間にする）べく、人間界へ降り立つ。

#### 夢の天使
ベロルカ
夢を司る夢の天使の一人。愛称「ベッキー」。かつて自分が愛した町をキュピコに滅ぼされてしまい（勿論キュピコ本人は無自覚）、それをキュピコのせいとも知らずに天界を出て堕天使となって以来5000年もの間、仲間のミズサとクロと共に地上でアルバイト生活に励んでおり、キュピコを逆恨みしている。
自身が作り出す夢の鍵に刺さった人間は夢の扉を開かれ、夢を追っていく夢追い人（ベロルカ曰くバカ）と化す。
ミズサ
ベロルカの仲間。クールかつ仲間思いな性格で、黒髪ショートヘアーの少女。
ベロルカやクロと異なり、能力は明らかにされなかった。
クロ
ベロルカの仲間。天真爛漫かつ子供っぽい性格で、シニヨンヘアに右目の眼帯とジャージ姿が特徴の小柄な少女。伏松のことを「フッシー」と呼ぶ。
自身が作り出す夢の往復券（キップ）を使うと、キップを貼られた者の過去（夢を見つけた日）に行き、人生を軌道修正させることができる（キップを貼られた者の意識は現代のまま）。

## 単行本
- 山下文吾 『キュピコ! 〜ふしまつ天使のミスマネージメント〜』 小学館〈少年サンデーコミックス〉、全5巻
  1. 2013年4月18日発売 ISBN 978-4-09-124295-2
  2. 2013年9月18日発売 ISBN 978-4-09-124388-1
  3. 2014年2月18日発売 ISBN 978-4-09-124568-7
  4. 2014年7月18日発売 ISBN 978-4-09-125029-2
  5. 2014年10月17日発売 ISBN 978-4-09-125306-4